# Élections constituantes de 1946 dans la colonie du Gabon
Les élections constituantes françaises de 1946 se tiennent le 2 juin. Ce sont les deuxièmes élections constituantes, après le rejet du Projet de constitution française du 19 avril 1946 lors du référendum du 5 mai.

## Mode de scrutin
L'assemblée constituante est composée de 586 sièges pourvus pour la plupart au scrutin proportionnel plurinominal suivant la règle de la plus forte moyenne dans chaque département, sans panachage ni vote préférentiel.
Dans les colonies du Gabon et du Moyen-Congo (qui deviendront des territoires d'outre-mer avec la nouvelle constitution), deux députés sont à élire, selon le système uninominal majoritaire à deux tours.
Le premier par le collège des citoyens français (les Colons en écrasante majorité), le second par le Collège des non-citoyens (l'élite des populations dites Indigènes).

## Élus
| Député sortant       | Parti | Parti   | Député élu ou réélu | Parti | Parti   |
| -------------------- | ----- | ------- | ------------------- | ----- | ------- |
| Gabriel d'Arboussier |       | URR     | Henri Seignon       |       | SFIO    |
| Jean Félix-Tchicaya  |       | PPC-URR | Jean Félix-Tchicaya |       | PPC-URR |

## Résultats

### Collège des Citoyens
| Parti    | Parti    | Candidat               | Premier tour | Premier tour | Ballotage | Ballotage |
| Parti    | Parti    | Candidat               | Voix         | %            | Voix      | %         |
| -------- | -------- | ---------------------- | ------------ | ------------ | --------- | --------- |
|          | SFIO     | Henri Seignon          | 674          | 33,04        | 750       | 44,91     |
|          | URR      | Gabriel d'Arboussier * | 492          | 24,12        |           |           |
|          | PRL      | Jean de Puytorac       | 451          | 22,11        | 494       | 29,58     |
|          | UDSR     | Maurice Bayrou         | 423          | 20,74        | 426       | 25,51     |
|          |          |                        |              |              |           |           |
| Inscrits | Inscrits | Inscrits               | 3 597        | 100,00       | 3 673     | 100,00    |
| Votants  | Votants  | Votants                | 2 081        | 57,85        | 1 703     | 46,37     |
| Exprimés | Exprimés | Exprimés               | 2 040        | 98,03        | 1 670     | 98,06     |

### Collège des Non-Citoyens
|          | PPC-URR  | Jean Félix-Tchicaya * | 3 356 | 63,25  |  |  |
|          | SFIO     | Jean-Hilaire Aubame   | 869   | 16,38  |  |  |
|          | MRP      | Jacques Opangault     | 595   | 11,21  |  |  |
|          |          | Louis Bigman          | 183   | 3,45   |  |  |
|          |          | Louis Malèze          | 149   | 2,81   |  |  |
|          |          | Jean-Rémy Ayouné (en) | 135   | 2,54   |  |  |
|          |          | Mr Vingarassamy       | 19    | 0,36   |  |  |
|          |          |                       |       |        |  |  |
| Inscrits | Inscrits | Inscrits              | 6 887 | 100,00 |  |  |
| Votants  | Votants  | Votants               | 5 450 | 79,14  |  |  |
| Exprimés | Exprimés | Exprimés              | 5 306 | 97,36  |  |  |